# صالح الطاهر سعيد
صالح الطاهر سعيد (مواليد 1 يناير 1992 في ليبيا) هو لاعب كرة قدم ليبي يجيد اللعب في مركز المهاجم. يلعب حاليا لصالح الاتحاد الليبي الذي ينافس في الدوري الليبي الممتاز منذ 2023.

## روابط خارجية
- صالح الطاهر سعيد على موقع قاعدة بيانات كرة القدم.إي يو (الإنجليزية)
- صالح الطاهر سعيد على موقع ناشيونال فوتبول تيمز (الإنجليزية)